# Грозевешть (Галац)
Грозевешть, Грозевешті (рум. Grozăvești) — село у повіті Галац в Румунії. Входить до складу комуни Нікорешть.
Село розташоване на відстані 192 км на північний схід від Бухареста, 80 км на північний захід від Галаца, 136 км на південь від Ясс, 135 км на схід від Брашова.

## Населення
За даними перепису населення 2002 року у селі проживали 76 осіб, усі — румуни. Усі жителі села рідною мовою назвали румунську.